# Ivan Dodig
Ivan Dodig (Mostar, 2. siječnja 1985.), hrvatski je tenisač. Počeo je igrati s osam godina, a profesionalno se tenisom bavi od 2004. Član je hrvatske teniske reprezentacije.

## ATP karijera

### 2008.
Ostvaruje svoj prvi nastup na nekom od ATP turnira. Prošavši uspješno kvalifikacije u Marseilleu, plasira se u glavni turnir, gdje u prvom kolu gubi od 3. nositelja Novaka Đokovića. Godinu završava na 422. mjestu  ATP ljestvice.

### 2009.
Ostvaruje svoje prvo četvrtfinale na ATP turnirima. Na Zagreb Indoorsu prolazi kvalifikacije, i u prvom kolu pobjeđuje Igora Andreeva, zatim u drugom kolu Ernesta Gulbisa, ali u četvrtfinalu gubi od sunarodnjaka i kasnijeg finalista Marija Ančića. Na Chellenger turnirima osvaja Sarajevo pobijedivši u finalu Dominika Mefferta, te gubi dva finala, u Ostravi od Jana Hajeka i u Koldingu od Alexa Bogdanovića. Godinu završava na 180. mjestu  ATP ljestvice.

### 2010.
Prvi put u karijeri ostvaruje proboj u prvih 100 najboljih tenisača. Njegov drugi četvrtfinale karijere dolazi na ATP turniru u Stockholmu (poraz od Ivana Ljubičića). Tijekom sezone kao kvalifikant uspijeva se kvalificirati za glavne turnire pet puta, uključujući i Australian Open, Wimbledon i US Open, dosegnuvši drugo kolo svaki put. Najveću pobjedu u sezoni, ali i u dotadašnjoj karijeri, ostvaruje na Australian Openu, gdje pobjeđuje broj 23 Juana Carlosa Ferrera u pet setova, prije nego što izgubi u 2. kolu od Stefana Koubeka. Na Challenger turnirima, ostvaruje 19-12 u pobjedama, osvojivši pritom naslov na Astana-2 turniru (Igor Kunitsyn) u studenom i finale u Ostravi (Lukáš Rosol) u svibnju. Godinu završava na 88. mjestu  ATP ljestvice s omjerom pobjeda 8-7 i zaradom od 189.953 dolara.

### 2011.
Prvi put ostvaruje plasman u prvih 50 zahvaljujući prvom osvojenom ATP turniru u karijeri. U finalu Zagreb Indoorsa pobjeđuje kvalifikanta Michaela Berrera. U sezoni ostvaruje 26 pobjeda, 18 više nego u prethodnoj godini. U lipnju u Nizozemskoj igra svoje prvo finale na turniru koji se igra na travi u UNICEF Open,'s-Hertogenbosch. Finale gubi od Dmitrija Tursunova. U travnju ostvaruje polufinale na zemljanom turniru u Barceloni (poraz od Rafaela Nadala). U veljači u Delray Beachu u četvrtfinalu gubi od Janka Tipsarevića. Najbolji Grand Slam rezultat je bio 2. kolo na Australian Openu (poraz od kasnijeg ukupnog pobjednika Novaka Đokovića u 4 seta - jedini igrač koji je uspio uzeti set Srbinu). Protiv Top 10 igrača ostvaruje omjer od 2-7 u pobjedama. Uspijeva pobijediti broj 5 Robina Soderlinga u Barceloni i broj 2 Rafaela Nadala u Montrealu. Na tvrdoj podlozi ostvaruje omjer pobjeda/poraza od 17-16, 5-3 na travi i 4-6 na zemlji. Godinu završava na 36. mjestu  ATP ljestvice, te ostvaruje zaradu od 645.735 dolara.

### 2012.
Na prvom Grand Slam turniru godine, Australian Openu, u prvom kolu predaje meč Fredericu Gilu. Na sljedeća dva Grand Slam turnira također gubi u prvim kolima. Popravlja dojam na US Openu gdje je u prvom kolu bio bolji od Japanca Hirokija Moriye, ali u drugom kolu gubi od kasnijeg pobjednika turnira, Andyja Murrayja.

### 2013.
Na Australian Openu, po prvi puta u karijeri stiže do trećeg kola nekog Grand Slam turnira. U prvom kolu bio je bolji od Kineza Di Wua, a u drugom kolu od Finca Nieminena. U trećem kolu ipak gubi od desetoga nositelja Richarda Gasqueta. U prvom kolu Roland Garrosa, u izuzetno zahtjevnom ogledu gubi od Argentina Guida Pelle, 10:12 u petom setu. Na Wimbledonu izuzetno dobro pripremljen, Dodig je stigao do osmine finala, odnosno četvrtog kola. U dvoboju osmine finala uzima prvi set Davidu Ferreru, a zatim gubi tri seta zaredom. Međutim, na Wimbledonu Dodig nije ostao zapamćen samo zbog ulaska u osminu finala u pojedinanoj konkurenciji, nego i zbog ulaska u finale tog istog turnira u parovima. U paru s Brazilcem Marcelom Melom ostvario je nekoliko briljantnih pobjeda prije samog finala, ali u završnici braća Bryan (Bob i Mike) su s 3:1 u setovima ipak bili bolji. Na US Openu stiže do trećeg kola gdje u tri seta gubi od Rafaela Nadala. Još jedan odličan rezultat u paru s Marcelom Melom ostvario je stigavši do polufinala, gdje su izgublili od austrijsko-brazilskog para Peya/Soares.

### 2015.
Pobijedio u završnici Roland Garrosa u paru s Brazilcem Marcelom Melom favorite, braću Bryan,  6:7, 7:6, 7:5.

### 2016.
U završnici Roland Garrosa igrao je u paru s Indijkom Saniom Mirzom protiv Švicarke Martine Hingis i Indijca Leandera Paesa i izgubio 6:4, 4:6 i u pripetavanju 8:10. U polufinalu muških parova s Brazilcem Marcelom Melom izgubio je od Feliciana i Marca Lopeza.

## ATP statistika

### Pojedinačno: 2 (1:1)
| Legenda                           |
| --------------------------------- |
| Grand Slam turniri (0:0)          |
| ATP World Tour Finala (0:0)       |
| ATP World Tour Masters 1000 (0:0) |
| ATP World Tour 500 Serija (0:0)   |
| ATP World Tour 250 Serija (1:1)   |

| Ishod   | Rb. | Datum            | Turnir                      | Podloga         | Finalist         | Rezultat |
| ------- | --- | ---------------- | --------------------------- | --------------- | ---------------- | -------- |
| pobjeda | 1.  | 6. veljače 2011. | Zagreb Indoors, Hrvatska    | tvrda (dvorana) | Michael Berrer   | 6:3, 6:4 |
| poraz   | 1.  | 18. lipnja 2011. | s-Hertogenbosch, Nizozemska | trava           | Dmitrij Tursunov | 3:6, 2:6 |

### Parovi: 5 (1:4)
| Legenda                           |
| --------------------------------- |
| Grand Slam turniri (0:1)          |
| ATP World Tour Finala (0:0)       |
| ATP World Tour Masters 1000 (1:0) |
| ATP World Tour 500 Serija (0:1)   |
| ATP World Tour 250 Serija (0:2)   |

| Naslovi             |
| ------------------- |
| tvrda podloga (1:3) |
| trava (0:1)         |
| zemlja (0:0)        |
| tapet (0:0)         |

| Ishod   | Rb. | Datum               | Turnir                            | Podloga         | Suigrač      | Finalisti                       | Rezultat               |
| ------- | --- | ------------------- | --------------------------------- | --------------- | ------------ | ------------------------------- | ---------------------- |
| poraz   | 1.  | 5. veljače 2012.    | Zagreb Indoors, Hrvatska          | tvrda (dvorana) | Mate Pavić   | Marcos Baghdatis Mihail Južnji  | 2:6, 2:6               |
| poraz   | 2.  | 26. veljače 2012.   | Memphis, SAD                      | tvrda (dvorana) | Marcelo Melo | Max Mirnyi Daniel Nestor        | 6:4, 5:7, (7:10)       |
| poraz   | 3.  | 10. veljače 2013.   | Zagreb Indoors, Hrvatska          | tvrda (dvorana) | Mate Pavić   | Julian Knowle Filip Polašek     | 3:6, 3:6               |
| poraz   | 4.  | 6. srpnja 2013.     | Wimbledon, Ujedinjeno Kraljevstvo | trava           | Marcelo Melo | Bob Bryan Mike Bryan            | 6:3, 3:6, 4:6, 4:6     |
| pobjeda | 5.  | 13. listopada 2013. | Šangaj, Kina                      | tvrda           | Marcelo Melo | David Marrero Fernando Verdasco | 7:6(2), 6:7(6), (10:2) |

## Dvoboji protiv Top 10 igrača svijeta
- Rafael Nadal  1:3
- Roger Federer  0:1
- Novak Đoković  0:3
- Juan Carlos Ferrero  1:1
- Lleyton Hewitt  1:0
- Andy Murray  0:1
- Ivan Ljubičić  2:2
- Nikolaj Davydenko  0:1
- David Nalbandian  0:2
- Juan Martin del Potro  0:2
- Jo-Wilfried Tsonga  1:0
- Richard Gasquet  0:1
- Mario Ančić  0:1
- Fernando Verdasco  0:1
- Janko Tipsarević  0:2
- Marcos Baghdatis  1:0
- Marin Čilić  2:2

## Vanjske poveznice
|  | Zajednički poslužitelj ima još gradiva o temi Ivan Dodig |

- Službena stranica (engl.)
- Profil na stranici ATP-a
- Razgovor s Ivanom Dodigom, serijal Oni pobjeđuju, Al Jazeera Balkans, 12. 12. 2023. (YouTube)